# Gnidia pallida
Gnidia pallida är en tibastväxtart som beskrevs av Carl Daniel Friedrich Meisner. Gnidia pallida ingår i släktet Gnidia och familjen tibastväxter. Inga underarter finns listade i Catalogue of Life.